# 廖秋云
廖秋云（1995年7月13日—），中国举重运动员，出身自湖南省永州市江永县体校。她是2020年东京奥运会女子55公斤的银牌得主和世界錦標賽和亚洲錦標賽冠军，曾在2019年9月泰國舉辦的世錦賽上以129公斤挺举打破世界纪录。